# Mörkrets alla färger
Mörkrets alla färger är en roman av Peter Robinson, utgiven i Storbritannien år 2008. Engelska originalets titel är All the Colours of Darkness. Jan Malmsjö översatte romanen till svenska 2009. Romanen är den artonde i serien om kommissarie Banks.

## Handling
En homosexuell man klubbas brutalt ihjäl av sin älskare (som senare hänger sig) i vad som verkar vara ett svartsjukedrama. Den mördade mannen visar sig emellertid ha kopplingar till underrättelsetjänsten och Banks och hans kollegor har ganska omgående mängder av orsaker till mord. Samtidigt finns även en intressant koppling till Shakespeares "Othello" som offrets älskare var inblandad i.